# Mine d'United Colliery
La mine d'United Colliery est une mine souterraine de charbon située dans la Nouvelle-Galles du Sud en Australie. Elle a fermé ses opérations en 2010.